# Кутаиси
Кутаи́си (груз. ქუთაისი, древние названия: Айа, Кутайа, Койтайа, Котиаион, Квататиси, в Российской империи — Кутаис) — один из древнейших городов Грузии. Важнейший исторический и экономический центр Западной Грузии, административный центр края Имеретия. Третий по населению город Грузии после Тбилиси и Батуми, но второй по площади.
Кутаиси называют городом мая и роз (груз. სავარდო და სამაისო). 2 мая уже более ста лет подряд отмечается как День города — кутаисоба.

## География
Расположен по обоим берегам реки Риони, на высоте 125—300 м над уровнем моря. В 20 км к юго-западу от города расположен международный аэропорт Копитнари. Расстояние до Тбилиси — 220 км, до Поти — 100 км, до — Цхинвали — 135 км, до Батуми — 150 км, до Сухуми — 200 км, до Зугдиди — 110 км.

## Этимология
Название города происходит от грузинского слова ქვა — «камень», так как в древние времена была заселена только северная сторона реки Риони (что прекрасно согласуется с приведённой ниже цитатой Прокопия Кесарийского), которая была каменистой.
По другой версии название происходит от абхазского қыҭа — «село».

## История
Археологические раскопки показывают, что Кутаиси основан в VIII—VII вв. до н. э.
Документальная история Кутаиси начинается с III века до н. э., когда, он описан в «Аргонавтике» Аполлония Родосского «книга 2, 398—402»:
С гор Амарантских издалека по равнине Киркейской Фасис бурливый в море несёт широкие воды. К устью этой реки корабль Арго направляя, Сможете вы увидать Эета город Китейский
— Аполлония Родосского, «Аргонавтика», 
В древние времена по сведению многих античных историков и писателей, в том числе вышепривёденных, Кутаиси был столицей Колхидского царства, то есть колхов — древних грузин.
Византийский историк Прокопий Кесарийский (VI в.) в книге «Война с готами» (книга 4, раздел 14), так описывает Кутаиси:
В этой области много многолюдных посёлков. Из всех земель Колхиды это самая лучшая. Тут выделывается вино и растёт много хороших плодов, чего нет нигде в остальной Лазике. По этой стране протекает река по имени Рион; в древности колхи построили здесь укрепление, большую часть которого впоследствии они сами разрушили до основания, так как оно было расположено на равнине и, по их мнению, давало лёгкий доступ и возможность его завоевать. На греческом языке в то время это укрепление называлось Котиаион, теперь же лазы называют его Кутаисом, изменяя произношение букв в этом имени вследствие незнания греческого языка. Так передал это Аргиан в своей истории. Отсюда происходил и двинулся походом Ээт, и вследствие этого поэты называют его самого Койтайеем, а колхидскую землю Койтаидой. <...> Очень близко от Кутаиса находится весьма сильное укрепление, называвшееся Уфимерей; его охраняли своим гарнизоном лазы со всей тщательностью. В этой охране вместе с ними принимали участие и римские воины, правда очень немногочисленные.
— Прокопий Кесарийский, «Война с готами»
Уфимерей — греческий или латинский вариант грузинского названия крепости Укимериони, которая давно находится в черте города и граничит с Собором Баграти.
С VIII до XIII вв. Кутаиси был столицей Абхазского Царства. В 1760-х был захвачен турками и освобождён русскими войсками в 1770 году.
В 1810 году был присоединён к Российской империи, с 1811 по 1840 был центром Имеретинской области. С 1846 по 1917 год — центр Кутаисской губернии.
В годы советской власти — второй по значению промышленный центр Грузии. Были построены: автомобильный, тракторный, литопонный, электромеханический и другие заводы. Кутаисское специальное конструкторское бюро (СКБ Проектприбор, 1960—1990) было головной организацией в Минприборе СССР по влагометрии и вискозиметрии. После распада СССР наступивший экономический кризис привёл к закрытию многих предприятий города.
В январе 1959 года из Кутаиси в Сухум был переведён Грузинский институт субтропического хозяйства.
В октябре 1993 года во время гражданской войны в Грузии звиадисты вели наступление на Кутаиси, падение которого открывало звиадистам дорогу на Тбилиси, бои шли недалеко от города. После неудачного наступления на город Цхалтубо, находящегося в 8 км от Кутаиси, началось контрнаступление правительственных войск, закончившееся окончательным поражением звиадистов и гибелью Гамсахурдии.
В 2008—2012 годах в Кутаиси были построены здания Парламента и Правительства Грузии. Осенью 2012 году в Кутаиси переехал грузинский парламент, но в декабре 2018 года было решено вернуть парламент в столицу Грузии. Здание парламента, для строительства которого был снесён Мемориал воинской славы, решено передать МВД Грузии под академию.

## Религиозный состав
По состоянию на 1863 год, в городе насчитывалось 1875 православных, 570 последователей армянской церкви, 725 католиков, 1290 евреев и 31 мусульманин. На тот момент в городе было 5 православных и 1 армянский храм, 1 католическая церковь (ныне грузинская) и 1 синагога

## Население
В конце XIX века регион посетил французский священник и путешественник Пауль Мюллер-Симонис. Рассказывая про поселение он отмечал что население Кутаиса составляет от 12 до 15 000 жителей, включая довольно большое количество армян
Численность населения города и муниципалитета по состоянию на 1 января 2020 года составила 170 201 человек, на 1 января 2014 года — 175 000 человек, на 1 января 2005 года — 184 500 человек, на 2002 год — 186 000 человек, на январь 1989 года — 237 870 человек.
| Грузины (имерелы) | 181 465 | 97,6 %  |
| Русские           | 2723    | 1,2 %   |
| Армяне            | 1113    | 0,3 %   |
| Украинцы          | 330     | 0,1 %   |
| Осетины           | 200     | 0,1 %   |
| Азербайджанцы     | 132     | 0,1 %   |
| Греки             | 127     | 0,1 %   |
| другие            | 861     | 0,5 %   |
| всего             | 185 965 | 100,0 % |

| Грузины (имерелы)  | 157 153 | 97,08 %  |  |
| Русские            | 1533    | 0,36 %   |  |
| Украинцы, Белорусы | 551     | 0,10 %   |  |
| Армяне             | 582     | 0,09 %   |  |
| Цыгане (боша)      | 101     | 0,07 %   |  |
| Ассирийцы          | 85      | 0,05 %   |  |
| Греки              | 76      | 0,04 %   |  |
| Евреи              | 68      | 0,04 %   |  |
| Азербайджанцы      | 60      | 0,04 %   |  |
| Осетины            | 58      | 0,03 %   |  |
| Поляки             | 22      | 0,01 %   |  |
| Абхазы             | 13      | 0,01 %   |  |
| другие             | 251     | 0,17 %   |  |
| всего              | 170 635 | 100,00 % |  |

## Транспорт
Основным транспортом в Кутаиси в настоящее время являются маршрутные такси. Также действует городской современный автобус (используются автобусы Steyr SL11 HUA280, Neoplan N407, Gräf & Stift, Neoplan N4007NF и др.). Два ж/д вокзала связывают Кутаиси с Западной и Восточной Грузией. Также возле города расположен международный аэропорт Копитнари, реконструированный и снова открытый в конце 2012 года.
До 2009 года в городе действовала троллейбусная система.
До конца 1980-х существовал пассажирский автобусный маршрут, и промышленный большегрузный маршрут Кутаиси-Они-Мизур-Алагир-Владикавказ
По военно-осетинской автодороге.

## Культура
В городе работает с конца XIX века драматический театр, в декабре 1967 года открылся театр оперы и балета имени М. Баланчивадзе. Так же действует  кукольный детский театр.
Работает, открытая в 1976 году Галерея изобразительного искусства имени Давида Какабадзе.
Здесь расположены Кутаисский государственный исторический музей, музей боевой славы, музей фотографии и музей спорта, библиотеки.

## Достопримечательности

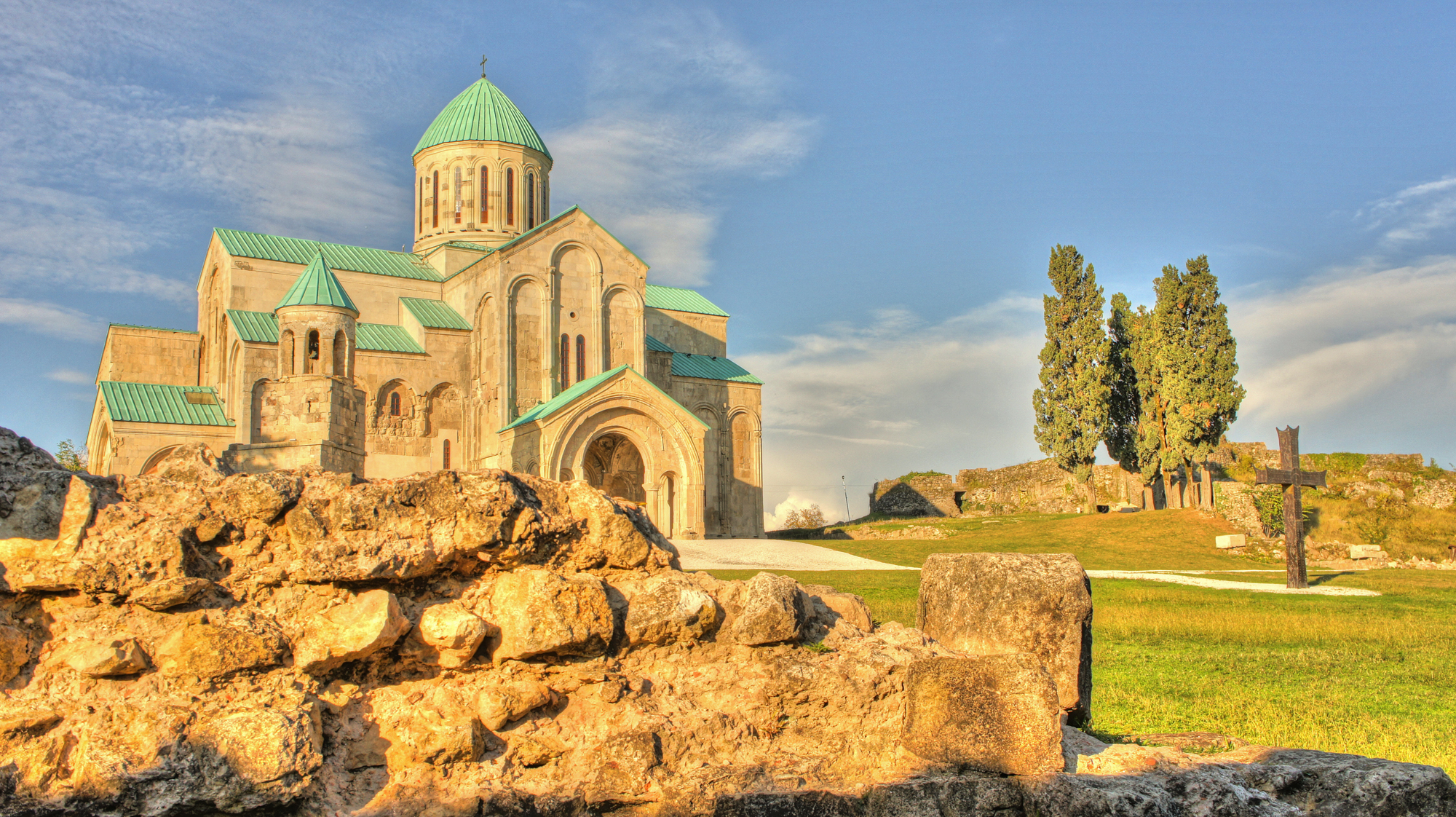
Храм Баграта

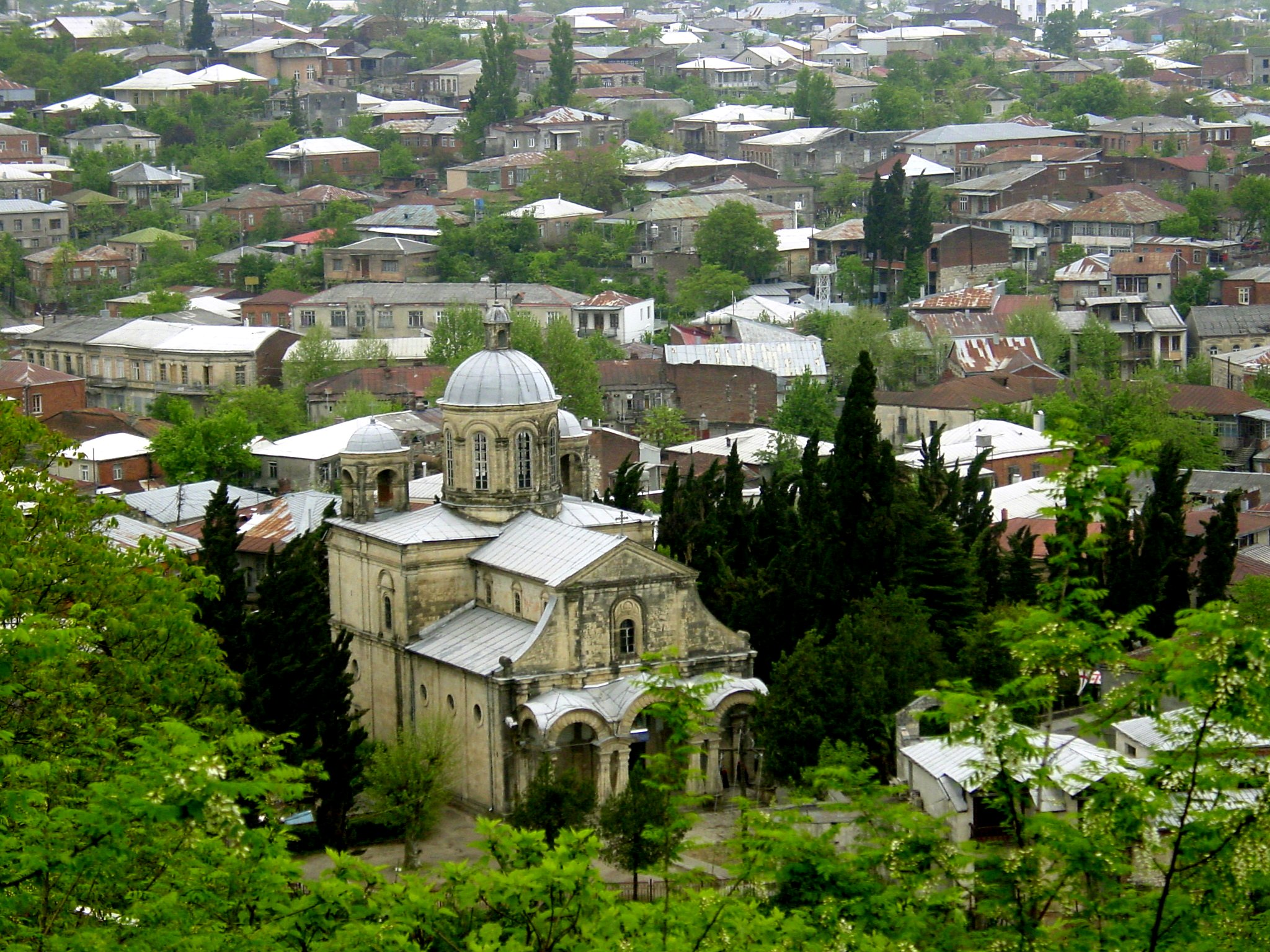
Бывший католический собор им. Непорочного Зачатия Богородицы

- Комплекс древнего города с Храмом Баграта,
- Гелатский монастырский комплекс (памятник Всемирного наследия Юнеско)
- Монастырский комплекс Моцамета,
- Бывший католический собор,
- Гегутский дворец (развалины) — летняя резиденция царей X—XI в
- Действующая синагога города,
- Сатаплия
- пещера Прометея
- Площадь Давида Агмашенебели с Колхидским уникальным фонтаном (с уникальными фигурами, является самым дорогим фонтаном страны),
- Еврейский квартал (с тремя синагогами),
- Европейска архитектура узкой улицы 19 века им.Пушкина,
- Широкий проспект Давида Агмашенебели с бульвар из высоких пальм,
- Кутаисский ботанический сад,
- Старинный мост,
- Цепной мост,
- Канатная дорога ведущая в парк со смотровой площадью.
- Фасад у входа центральный городской рынок,
- Действующая аптека с 1860 года с не изменившимся интерьером.

В 2012 году завершено сооружение нового здания Парламента Грузии, который переехал сюда из Тбилиси. Первое заседание новоизбранного парламента состоялось 21 октября 2012 года.

## Спорт
В городе базируются профессиональные спортивные клубы:
- Футбол: «Торпедо», выступает в Чемпионате Грузии по футболу,
- Баскетбол: «Кутаиси», выступает в Чемпионате Грузии по баскетболу,
- Регби: «Айя»,«Баграти» и «Ареси», выступают в Чемпионате Грузии по регби.

## В астрономии
В честь Кутаиси назван астероид (1289) Кутаиси, открытый 19 августа 1933 года советским астрономом Григорием Неуйминым в Симеизской обсерватории.

## Главы
- Нугзар Палиани (2002—2004)
- Георгий Георгадзе (2004—2005, и. о.)
- Бесо Гулодрава (2005)
- Георгий Чоговадзе (2005—2006, и. о.)
- Бакур Баланчивадзе (2006—2007)
- Нико Качкачишвили (2007, и. о.)
- Нугзар Шамугия (2007—2009)
- Гия Тевдорадзе (2009—2012)
- Бесик Брегадзе (2012—2013)
- Дмитрий Копалиани (2013)
- Нико Качкачишвили (2013, и. о.)
- Шота Мургулия (2013—2017)
- Георгий Чигвария (2017—2021)
- Иосиф Хахалеишвили (с 2021)

## Города-побратимы
- Германия, Гельзенкирхен
- Греция, Никея
- Украина, Днепр[21]
- Украина, Харьков
- Украина, Донецк
- Украина, Житомир
- Украина, Николаев
- Польша, Познань
- Азербайджан, Гянджа
- Армения, Гюмри
- Израиль, Ашкелон
- Великобритания, Ньюпорт
- Россия, Тула

## Известные уроженцы
- Абуладзе, Тенгиз Евгеньевич — известный советский, грузинский кинорежиссёр, педагог. Народный артист СССР (1980).
- Анджапаридзе, Верико Ивлиановна — советская, грузинская актриса театра и кино, театральный режиссёр, педагог. Герой Соц. Труда (1979), народная артистка СССР (1950), лауреат трёх Сталинских премий (1943, 1946, 1950). Кавалер четырёх орденов Ленина (1950, 1966, 1971, 1979).
- Асатиани, Ладо Мекиевич — грузинский советский поэт.
- Беренс, Михаил Андреевич — русский контр-адмирал, командующий Русской эскадрой.
- Васадзе, Акакий Алексеевич - советский, грузинский актёр, театральный режиссёр, педагог. Народный артист СССР (1936). Лауреат трёх Сталинских премий (1942, 1946, 1951) и Гос.премии Грузинской ССР им. Ш. Руставели (1975). Кавалер двух орденов Ленина (1946, 1950).
- Габриадзе, Резо Леванович — советский и груз. сценарист, драматург, режиссёр, художник, скульптор, основатель Тбилисского театра марионеток. Народный артист Груз.ССР (1987). Лауреат Гос. премии СССР (1989), Государственной премии Груз. ССР имени Шота Руставели (1989) и Гос. премия Грузии имени Шота Руставели (2000).
- Палиашвили Иван — грузинский композитор, дирижёр, пианист, органист. Народный артист Грузинской ССР (1924), композитор первой грузинской оперы "Даиси".
- Палиашвили Захар  — грузинский композитор, педагог, музыкально-общественный деятель, крупнейший представитель грузинской классической музыки, народный артист Грузинской ССР (1925).
- Кушанашвили Отар - грузинский и российский журналист, музыкальный критик, репортёр, телеведущий, актёр, колумнист, ютубер и певец. Называет себя «антипублицистом»
- Маяковский, Владимир Владимирович - русский, советский поэт

## Галерея

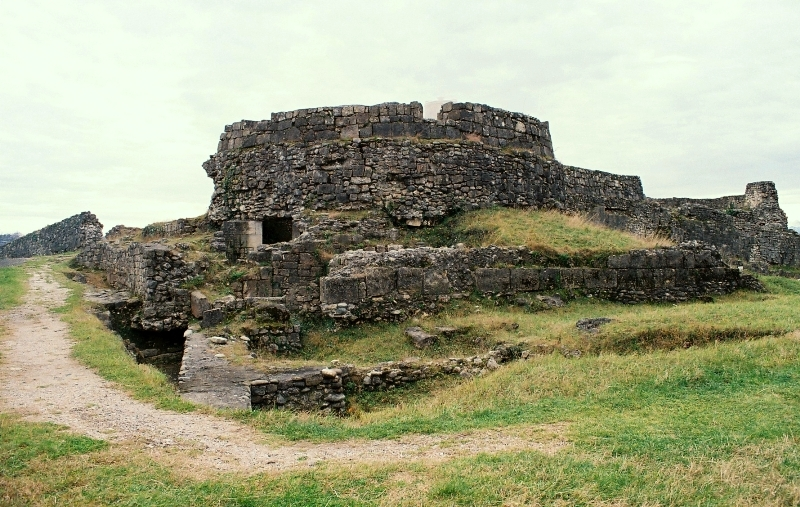
Крепость Укимериони
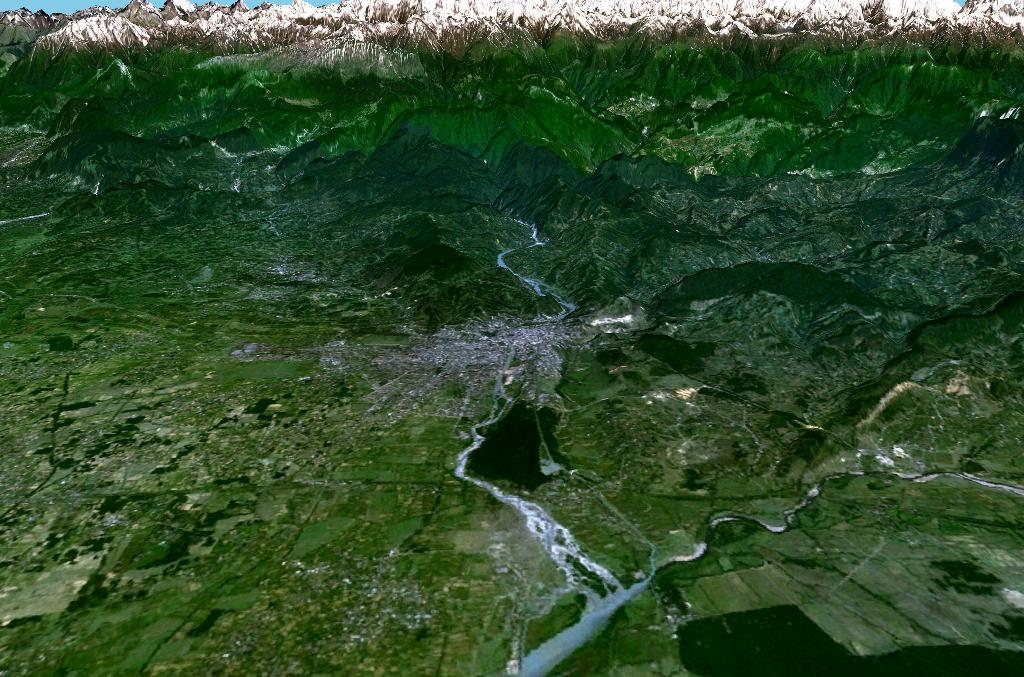
Вид со спутника
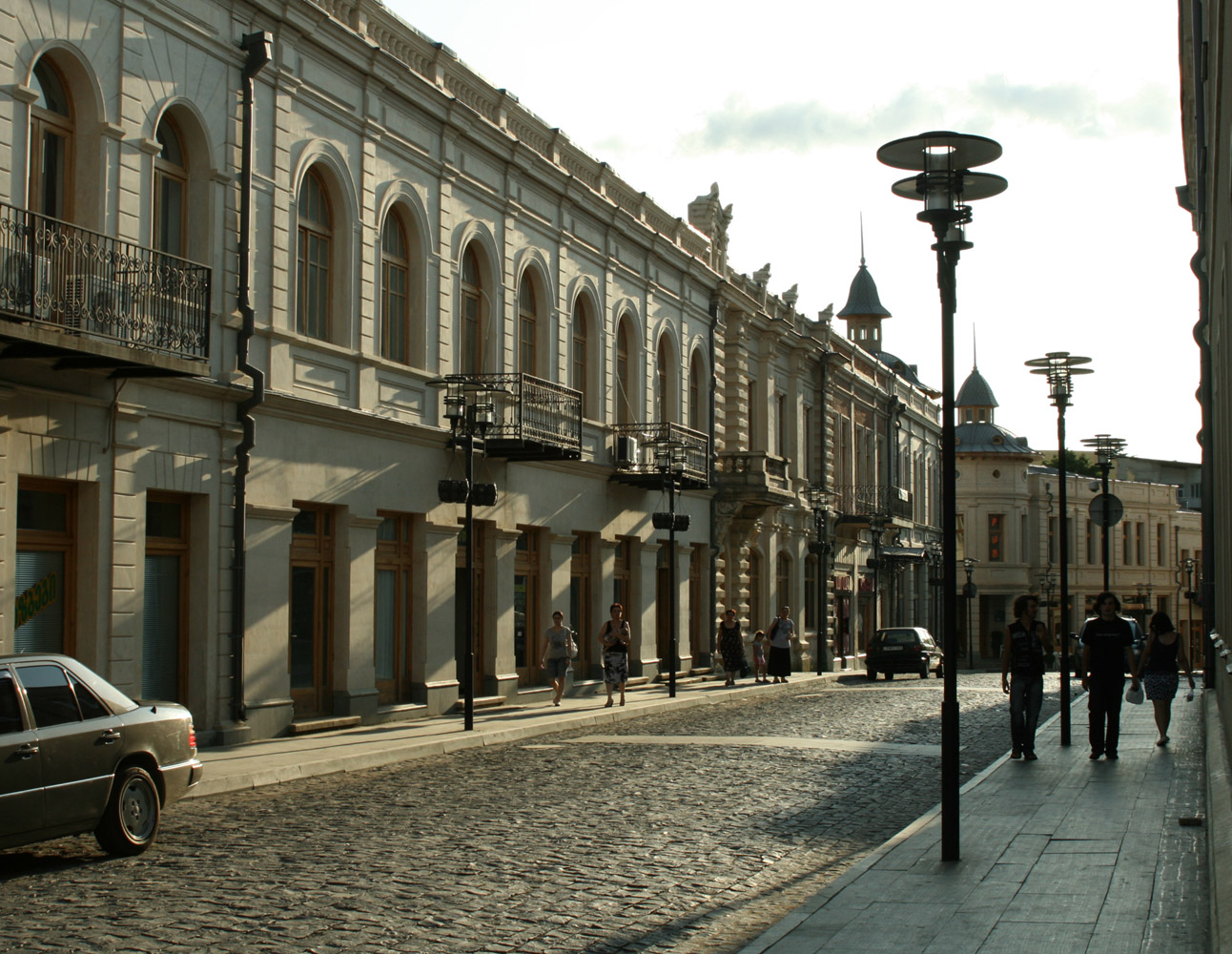
Улица в Кутаиси

## Топографические карты
- Лист карты K-38-62 Кутаиси. Масштаб: 1 : 100 000. Состояние местности на 1987 год. Издание 1989 г.